# Theo Rüdiger
E. Theo Rüdiger (Nordhausen, 29 september 1878 – Weimar, 4 april 1959) was een Duits componist, muziekpedagoog, dirigent, cellist en trompettist. Hij was de zoon van Theodor Rüdiger sr. (Muziekdirecteur van de hertog van Saksen). Voor bepaalde werken gebruikte hij het pseudoniem: Roderich Regidür.  

## Levensloop
Rüdiger studeerde aan het conservatorium te Gotha compositie, muziektheorie, cello en trompet. Aansluitend werd hij lid van het Trompetterkorps van het Artillerie-Regiment Nr. 19 te Erfurt. Vanaf 1898 was hij cellist in het Kurorchester Bad Elmen (Saksen-Anhalt), in het Stedelijk Orkest Elberfeld en het Kurorchester Bad Kreuznach. Rüdiger was aansluitend als solo-cellist en concertmeester in heel Europa werkzaam. In 1904 was hij in Görlitz en daarnaar in Neurenberg Van 1907 tot 1932 werd hij lid van de hofkapel van de Groothertog van Saksen-Weimar-Eisenach te Weimar. 
In 1932 ging hij met pensioen en zette zich actief in voor de belangen van de amateuristische blaasmuziek. Hij schreef talrijke bijdragen in vakbladen en tijdschriften van de federaties. 
Als componist schreef hij werken voor verschillende genres, toneelwerken, werken voor orkest, harmonieorkest en kamermuziek.

## Composities

### Werken voor orkest
- Noris-Walzer uit "Die Stadt der Meistersinger", voor orkest, op.7
- Ouverture "Pan und Morpheus", voor orkest, op.8
- Sinfonisches Intermezzo D-Dur, "Weimar"

### Werken voor harmonieorkest
- 1929/1933 Deutsche Jugend ouverture
- Baalat, Oriëntaalse dansenscène
- Festliche Musik, Feierlicher Einzug

### Toneelwerken
- 1928 In Dur und Moll - Reise- und Lebenserinnerungen eines Deutschen Tonkünstlers im Ausland
- 1929 Heitere Musikgeschichten und Künstlerhumoresken

### Kamermuziek
- Konzert in 3 Sätzen D-Dur, voor cello en piano
- Trio-Serenade D-Dur

## Publicaties
- Deutsches Marschtempo. Eine gutgemeinte Mahnung, in: Der Artist Nr.2534 vom 12.07.1934
- Die Blasmusik im Rahmen der deutschen Volksmusik, in: Süddeutsche Musiker-Zeitung (SMZ) 1934, Nr. 7, S. 3
- Symphonische Blasmusik in: Süddeutsche Musiker-Zeitung (SMZ) 1932, Nr. 3, S. 1
- Ludwig van Beethoven als Kind und Schüler : eine Novellette aus Beethovens Jugendtagen, in: Der Chorleiter. – 8 (1927), Nr. 3, S. 55-57